# Trirogma regalis
Trirogma regalis là một loài côn trùng cánh màng trong họ Ampulicidae, thuộc chi Trirogma. Loài này được Krombein miêu tả khoa học đầu tiên năm 1979.